# Petra Dieris-Wierichs
Petra Dieris-Wierichs (* 4. April 1959) ist eine deutsche Badmintonspielerin.

## Karriere
Petra Dieris-Wierichs gewann ihren ersten deutschen Titel erst in der Altersklasse U18 1977. 1983 wurde sie erstmals deutscher Meister bei den Erwachsenen im Damendoppel. Im Folgejahr siegte sie sowohl mit der Mannschaft als auch im Doppel. 1987 war sie ein weiteres Mal im Damendoppel erfolgreich.

## Sportliche Erfolge
| Saison    | Veranstaltung                        | Disziplin   | Platz | Name |
| --------- | ------------------------------------ | ----------- | ----- | --- |
| 1976/1977 | Deutsche Einzelmeisterschaft U18     | Damendoppel | 1     | Petra Dieris-Wierichs / Patricia Günther (SC Bayer 05 Uerdingen / STC Blau-Weiß Solingen)                                                                           |
| 1976/1977 | Westdeutsche Einzelmeisterschaft U18 | Damendoppel | 1     | Petra Dieris-Wierichs / Angela Niederstebruch (DJK Thomasstadt Kempen / TuSpo Richrath)                                                                             |
| 1980/1981 | Deutsche Einzelmeisterschaft         | Damendoppel | 3     | Petra Dieris-Wierichs / Karin Kucki (FC Bayer 05 Uerdingen / 1. BV Mülheim)                                                                                         |
| 1980/1981 | Westdeutsche Einzelmeisterschaft U22 | Dameneinzel | 1     | Petra Dieris-Wierichs (SC Bayer 05 Uerdingen) |
| 1980/1981 | Westdeutsche Einzelmeisterschaft     | Damendoppel | 1     | Karin Dittberner / Petra Dieris-Wierichs (1. BV Mülheim) |
| 1982/1983 | Deutsche Einzelmeisterschaft         | Damendoppel | 1     | Kirsten Schmieder / Petra Dieris-Wierichs (OSC 04 Rheinhausen / FC Bayer 05 Uerdingen)                                                                              |
| 1983/1984 | Deutsche Mannschaftsmeisterschaft    | Mannschaft  | 1     | OSC 04 Rheinhausen (Wiyatno, Hans-Joachim Schulz, Matthias Heger, Rolf Heyer, Michael Ferlings, Kirsten Schmieder, Petra Dieris-Wierichs)                           |
| 1983/1984 | Deutsche Einzelmeisterschaft         | Damendoppel | 1     | Kirsten Schmieder / Petra Dieris-Wierichs (OSC 04 Rheinhausen / FC Bayer 05 Uerdingen)                                                                              |
| 1984/1985 | Deutsche Einzelmeisterschaft         | Damendoppel | 2     | Kirsten Schmieder / Petra Dieris-Wierichs (OSC 04 Rheinhausen) |
| 1984/1985 | Westdeutsche Einzelmeisterschaft     | Damendoppel | 1     | Kirsten Schmieder / Petra Dieris-Wierichs (OSC 04 Rheinhausen) |
| 1984/1985 | Deutsche Mannschaftsmeisterschaft    | Mannschaft  | 3     | OSC 04 Rheinhausen (Klaus Kamperdicks, Hans-Joachim Schulz, Matthias Heger, Rolf Heyer, Michael Ferlings, Kirsten Schmieder, Petra Dieris-Wierichs, Karin Schäfers) |
| 1986/1987 | Deutsche Einzelmeisterschaft         | Damendoppel | 1     | Kirsten Schmieder / Petra Dieris-Wierichs (TTC Brauweiler 1948) |
| 1987/1988 | Deutsche Einzelmeisterschaft         | Damendoppel | 3     | Heidi Krickhaus / Petra Dieris-Wierichs (FC Langenfeld) |
| 1990/1991 | Westdeutsche Einzelmeisterschaft     | Damendoppel | 1     | Nicole Baldewein / Petra Dieris-Wierichs (OSC Düsseldorf / FC Langenfeld)                                                                                           |
| 1990/1991 | Westdeutsche Einzelmeisterschaft     | Mixed       | 1     | Ralf Rausch / Petra Dieris-Wierichs (SC Bayer 05 Uerdingen) |
| 1990/1991 | Deutsche Einzelmeisterschaft         | Damendoppel | 3     | Petra Dieris-Wierichs / Heidi Krickhaus (FC Bayer 05 Uerdingen / Südring Berlin)                                                                                    |
| 1991/1992 | Deutsche Einzelmeisterschaft         | Damendoppel | 3     | Petra Dieris-Wierichs / Heidi Krickhaus (FC Bayer 05 Uerdingen / Südring Berlin)                                                                                    |
| 1992/1993 | Westdeutsche Einzelmeisterschaft     | Damendoppel | 1     | Tanja Münch / Petra Dieris-Wierichs (OSC Düsseldorf / FC Langenfeld)                                                                                                |
| 1992/1993 | Deutsche Einzelmeisterschaft         | Mixed       | 3     | Ralf Rausch / Petra Dieris-Wierichs (BC Eintracht Südring Berlin / FC Bayer 05 Uerdingen)                                                                           |
| 1994/1995 | Deutsche Einzelmeisterschaft O32     | Mixed       | 2     | Hans-Georg Fischedick / Petra Dieris-Wierichs (Bottroper BG / Phönix Bonn)                                                                                          |
| 1996/1997 | Deutsche Einzelmeisterschaft O32     | Damendoppel | 1     | Heidi Bender / Petra Dieris-Wierichs (TV Witzhelden / Badminton Club Phoenix Bonn)                                                                                  |
| 1998/1999 | Deutsche Einzelmeisterschaft O32     | Damendoppel | 1     | Heidi Bender / Petra Dieris-Wierichs (TV Witzhelden / DJK Thomasstadt Kempen)                                                                                       |
| 1999      | Senioren-Europameisterschaft 40+     | Damendoppel | 1     | Heidi Bender / Petra Dieris-Wierichs |
| 2000/2001 | Deutsche Einzelmeisterschaft O40     | Damendoppel | 1     | Heidi Bender / Petra Dieris-Wierichs (BV Gifhorn von 1968 / DJK Thomasstadt Kempen)                                                                                 |
| 2001/2002 | Deutsche Einzelmeisterschaft O40     | Damendoppel | 1     | Heidi Bender / Petra Dieris-Wierichs (PSV Bremen / DJK Thomasstadt Kempen)                                                                                          |
| 2002      | Senioren-Europameisterschaft 40+     | Damendoppel | 2     | Heidi Bender / Petra Dieris-Wierichs |
| 2004/2005 | Deutsche Einzelmeisterschaft O40     | Mixed       | 3     | Gregor Wanders / Petra Dieris-Wierichs (TG Mülheim / DJK Thomasstadt Kempen)                                                                                        |
| 2004/2005 | Deutsche Einzelmeisterschaft O45     | Damendoppel | 1     | Petra Dieris-Wierichs / Heidi Bender (DJK Thomasstadt Kempen / PSV Bremen)                                                                                          |
| 2005/2006 | Deutsche Einzelmeisterschaft O45     | Damendoppel | 1     | Petra Dieris-Wierichs / Heidi Bender (DJK Thomasstadt Kempen / PSV Bremen)                                                                                          |
| 2005/2006 | Deutsche Einzelmeisterschaft O40     | Mixed       | 3     | Gregor Wanders / Petra Dieris-Wierichs |
| 2006      | Senioren-Europameisterschaft 45+     | Damendoppel | 2     | Heidi Bender / Petra Dieris-Wierichs |
| 2006/2007 | Deutsche Einzelmeisterschaft O45     | Damendoppel | 1     | Heidi Bender / Petra Dieris-Wierichs (PSV Bremen / DJK Thomasstadt Kempen)                                                                                          |
| 2008/2009 | Deutsche Einzelmeisterschaft O45     | Damendoppel | 1     | Heidi Bender / Petra Dieris-Wierichs (PSV Bremen / DJK Thomasstadt Kempen)                                                                                          |
| 2009/2010 | Deutsche Einzelmeisterschaft O50     | Dameneinzel | 2     | Petra Dieris-Wierichs (DJK Thomasstadt Kempen) |
| 2009/2010 | Deutsche Einzelmeisterschaft O50     | Damendoppel | 1     | Heidi Bender / Petra Dieris-Wierichs (PSV Bremen / DJK Thomasstadt Kempen)                                                                                          |
| 2009/2010 | Deutsche Einzelmeisterschaft O50     | Mixed       | 2     | Rolf Rüsseler / Petra Dieris-Wierichs |